# Convento de San Gil (Toledo)
O Convento de San Gil é um antigo convento na cidade de Toledo, na Espanha, onde atualmente está instalada a sede das Cortes de Castela-Mancha.

## História
Os Franciscanos descalços, ou gilitos, chegaram a Toledo em meados do século XVI, estabelecendo-se em 1557 perto da ermida da Virgem da Rosa. Mais tarde, no início do século XVII, dois irmãos, Francisco e Juan de Herrera, doaram aos frades 16.000 ducados para a construção do novo convento.
Os trabalhos começaram em 1610, e o mestre pedreiro Martínez de Encabo se comprometeu a construir a igreja e o convento em quatro anos. Muito possivelmente, o mestre de obras foi Juan Bautista Monegro, com quem Martínez de Encabo trabalhou, na igreja de São Pedro Mártir. O convento "de los Gilitos", como é comumente conhecido, é um exemplo perfeito da arquitetura de Toledo no início do século XVII.
O trabalho na igreja foi concluído em 1618, mas não o convento. Desvinculado no século XIX, tornou-se uma prisão provisória até o final da Guerra Civil Espanhola. Também foi utilizado como quartel da Guarda Civil e posto de bombeiros.
Em 23 de julho de 1985, foi assinado um convênio entre a Prefeitura de Toledo e as Cortes de Castela-Mancha para a cessão do edifício e sua utilização como sede do Parlamento regional. A restauração, reforma e habilitação do Convento para tal finalidade foi encarregada ao arquiteto Fernando Chueca Goitia.
Em 28 de outubro de 1996, a Direção Geral de Cultura do Ministério da Educação e Cultura da Espanha publicou uma resolução iniciando os procedimentos para declarar o Convento de San Gil um imóvel de interesse cultural na categoria de monumento.